# Бальцан
Бальцан (мальт. Ħal Balzan) — муніципалітет у центральному регіоні Мальти, одне з так званих трьох поселень разом з Аттардом і Лія. Спочатку поселення складалося з групи невеликих сіл і ферм, але з часом розрослося, ставши парафією в XVII столітті. Станом на 2021 рік у місті проживало 4774 мешканці.

## Етимологія
На Мальті багато назв поселень збігаються з певними прізвищами, як-от Аттард і Лія. Тому дехто вважає, що село успадкувало свою назву від родини, прізвище якої було Бальцан.
Бальцан (Balzan) буквально означає збирач податків або внесків. Збирач податків мав бути з тієї самої парафії, яка на той час була частиною Біркіркари.

## Спадщина і культура
У церкві муніципалітету зберігаються різноманітні твори мистецтва відомих мальтійських художників, таких як Джузеппе Каллеха, Емвін Кремона та Поль Камільєрі Коші. Статуя, яка використовується на місцевому святі, яке відзначається 2-го тижня липня, вирізана в дереві Сальваторе Дімехом (is-sartx) і показує Богородицю та Архангела Гавриїла. Також парафія відзначає свято Святого Валентина.
Як Аттард і Лія, Бальцан є популярним місцем серед середнього та вищого середнього класів. Населення збільшилося завдяки широкомасштабній забудові, в основному у формі багатоквартирних будинків, які замінили вілли та їхні сади. Але це переважно відбувається на околицях містечка, а не в історичному центрі. Значна частина Бальцана є міською природоохоронною територією.

## Архітектура

### Храми
- Благовіщенська церква Бальцана: цей храм стоїть у центрі містечка і датується XVII століттям. Він був зведений у 1655 році; однак незабаром з’ясувалося, що населення містечка росте і йому не вистачає місця. Перший камінь під нову церкву було закладено в 1669 році, а освячено нову споруду в 1695 році[8]. Архітектор невідомий, але дизайн можна віднести до тосканського стилю через його зовнішній вигляд з доричним інтер’єром і куполом під впливом бароко, яке широко було представлено на Мальті в той час. На вході до храму в ніші встановлена кам'яна статуя Богоматері, на вершині якої ми знаходимо вітраж у вигляді кола. Дзвіниця була побудована в 1708 році, а купол був завершений роком раніше[9].
- Парафіяльна церква Благовіщення (Парафіяльна церква). Ця парафіяльна церква, побудована в XVII столітті, стоїть в центрі містечка. Освячення та закладка першого каменю відбулися 26 грудня 1669 року. У той час парафіяльним священником був О. Доменіко Еллул. Місцева громада вимагала більшої церкви, яка могла б вміщувати населення містечка, яке з кожним роком збільшувалося. Після багатьох прохань, включно з офіційною петицією, поданою отцем Еллулом до генерального вікарія монс. Каучі, їхні молитви отримали відповідь. Монс. Балагер офіційно зареєстрував своє прийняття їхніх побажань 11 липня 1663 р.[10]. Форма церкви відповідає правилам, встановленим в Тридентському соборі, які вимагають мати будівлю у плані хреста. Нава спроєктована так, щоб йти до головного вівтаря, який виходить на схід, північного та південного трансепу та спеціально відведеного місця для хору. У вересні 2020 року за кошти Європейського фонду регіонального розвитку було відреставровано частину церкви та її фасад[11].
- Церква Успіння Пресвятої Діви Марії[8]. Церква була побудована в 1846 році за наполяганням преподобного Салву Саммута Пуллічіно, який хотів побудувати церкву в стилі, популярному на той час. Іонний фасад доповнюється інтер’єром у композитному стилі. Під час Другої світової війни церква використовувалася як притулок для біженців, які тікали з району Коттонера. Пізніше вона також служила навчальним корпусом для студентів права Мальтійського університету. Після війни храм став сховищем для статуй та інших вуличних прикрас, які використовували на місцевих святах. Після реставрації церква служила каплицею для поклоніння. Перед церквою розміщено статую Богоматері, яка датується початком XIX століття[9]/
- Церква Св. Рока. Ця каплиця, розташована на вулиці Трьох церков, була побудована в 1593 році під час спалаху чуми в тому ж році. У церкві ховали жертв цієї страшної хвороби. Головна картина в каплиці показує святого Рока, святого Павла та святого Себастьяна, усіх трьох святих-захисників від смертельної хвороби[12].
- Каплиця Доброго Пастиря. Ця маленька каплиця на території монастиря Доброго Пастиря була присвячена святому Йосипу. Його спроєктував архітектор Вінченцо Бусуттіл, а його кам'яну конструкцію спорудив Піджу Ебеєра [13][14]. Каплиця була урочисто відкрита 4 квітня 1870 року. У 1898–1901 рр. була збудована значно більша церква. Ця нова будівля була присвячена Пресвятому Серцю Ісуса. Архієпископ монсеньйор Пітер Пейс освятив каплицю 7 лютого 1901 року[15].

### Вшановування святого Рока
На багатьох вулицях, будівлях та історичних місцях Мальти часто зустрічається вшановування святого Рока. Вважається, що святий Рок є святим-захисником від чуми, і вшанування його захистить жителів від чуми та будь-якої іншої форми інфекційної хвороби. У Бальцані є церква, вулиця, а також статуя, присвячена Санту Рокку (Святому Року). Статуя стратегічно розташована на розі однойменної вулиці, щоб наглядати та захищати людей, які живуть у містечку.

## Об'єкти культурної спадщини в Бальцані
- Палаццо Босіо  [Архівовано 31 серпня 2021 у Wayback Machine.]
- Вілла Македонія  [Архівовано 31 серпня 2021 у Wayback Machine.]
- Церква Сан-Анард  [Архівовано 31 серпня 2021 у Wayback Machine.]

## Відомі особи

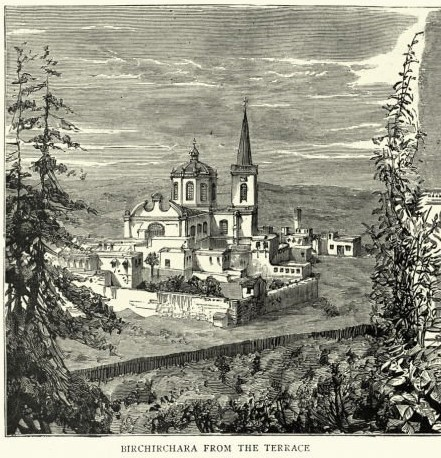
Бальцан у 1886 році

- Преподобний монсеньйор Джон (Гванн) Дімеч (1922–2009) [17]
- Піджу Ебеджер (1874–1931). Майстер-каменяр [18]
- Габріель Каруана. Художник (1929–2018)
- Преподобний доктор Джозеф Замміт
- Бернардо Мандука Піскопо Македонія (1891–1971) [19] [20]
- Професор Джон Борг
- Єпископ Йосиф Греч
- Джузеппе Френдо [21]
- Мікель Шиклуна, професійний борець (29 липня 1929 — 20 березня 2010)

## Релігійні організації
- Монастир Доброго Пастиря, також відомий як Тал-Бон Пастур, є монастирем Сестер Доброго Пастиря, які прибули на Мальту зі Смірни в 1858 році. Спочатку маркіз Тестаферрата надав їм будинок у Лії для створення школи-інтернату для дівчаток з Мальти та Сицилії. Сьогодні ця будівля служить місцем для місцевої ради, соціальних служб і пошти в містечку[22]. Монастир у Бальцані був побудований завдяки допомозі багатьох благодійників у 1868 році. Робота монастиря продовжує полягати в допомозі та пропонуванні притулку жінкам та їхнім дітям від домашнього насильства, допомозі одиноким матерям, а тепер також допомозі чоловікам-біженцям та їхнім сім’ям, які потрапляють на Мальту[23].
- Монастир францисканських місіонерів Марії був побудований у 1926 році. Тут розміщувалися монастир, каплиця та школа. Відкрившись у 1944 році, школа Stella Maris на Мальті прийняла систему навчання Монтессорі. Через кілька років, у 1950 році, школа включала дитячий садок разом із початковою школою для хлопчиків. З 2008 року Stella Maris School є основною школою для St Aloysius College, куди учні переїжджають, щоб здобути середню освіту[24].
- Неокатехуменальний шлях, також відомий як «Таль-Мікджа», який належить Католицькій Церкві. Він був створений у Мадриді в 1964 році Кіко Аргуелло та Кармен Ернандес. Він був відкритий у Бальцані в 1984 році. Наразі має 4 спільноти та перспективну «Катекуменю».

## Бальцанська місцева рада
- Доктор Анджело Мікаллеф (мер)
- Містер Стівен Ґатт (радник)
- Пані Мері Луїза Бріффа (радник)
- Доктор Олівер Ніколас Де Гаетано (радник)
- Пан Андре Греч (радник)
- Пані Доріетт Фарруджа (Виконавчий секретар)

## Клімат
Бальцан має субтропічний – середземноморський клімат (кліматична класифікація Кеппена Csa), з дуже м’якою зимою та теплим і спекотним літом.
| Клімат Бальцан | Клімат Бальцан | Клімат Бальцан | Клімат Бальцан | Клімат Бальцан | Клімат Бальцан | Клімат Бальцан | Клімат Бальцан | Клімат Бальцан | Клімат Бальцан | Клімат Бальцан | Клімат Бальцан | Клімат Бальцан | Клімат Бальцан |
| Показник | Січ.           | Лют.           | Бер.           | Квіт.          | Трав.          | Черв.          | Лип.           | Серп.          | Вер.           | Жовт.          | Лист.          | Груд.          | Рік            |
| Середня температура, °C | 16,1           | 16,0           | 17,8           | 20,0           | 24,2           | 28,5           | 31,5           | 31,8           | 28,4           | 25,2           | 21,0           | 17,5           | 23,16          |
| --- | -------------- | -------------- | -------------- | -------------- | -------------- | -------------- | -------------- | -------------- | -------------- | -------------- | -------------- | -------------- | -------------- |
| Джерело: maltaweather.com (Meteo Malta & MaltaMedia) Malta's Climate. Архів оригіналу за 6 серпня 2015. Процитовано 14 січня 2019. |                |                |                |                |                |                |                |                |                |                |                |                |                |

## Бальцанські громадські організації
- Управління парафіяльної церкви Бальцан, Трік Ідмейда
- Місцева рада Балцана, www.balzan.lc.gov.mt
- Поліцейський відділок
- Клініка Бальцан, Трік-іль-Кбіра
- Відділення пошти
- Неокатехуменальний шлях (https://knisja.mt/movimenti-kattolici/mixja-neokatekumenali/)
- Клуб Лейбористської партії Бальцана (Partit Laburista)
- Клуб націоналістичної партії Бальзан (Partit Nazzjonalista)

## Спортивні організації
- Футбольний клуб Бальцан, заснований у 1937 році, є командою, яка змагається на вищому рівні мальтійського футболу. Протягом останніх п’яти років команда досягала незмінно багатообіцяючих результатів, за останні кілька років досягаючи рівня другого чемпіона та фіналіста. У 2019 році вони виграли Кубок Мальти з футболу, перемігши футбольний клуб «Валлетта».

## Клуби
- Клуб святого Габріеля (Każin Tal-Banda San Gabriel) [25]
- Філармонія Пресвятої Богородиці (Is-Soċjetà Filarmonika Marija Annunzjata) [26]

## Місця
- Церква Благовіщення (Pjazza Bertu Fenech / Triq il-Kbira)
- Монастир Доброго Пастиря (Triq l-Idmejda)
- Katekumenju Mixja Neokatekumenali (Triq L-Idmejda)
- Початкова школа Св. Алоїзія, колишня школа Stella Maris (Triq San Franġisk)
- Монастир Св. Франциска (Triq San Franġisk)
- Три церкви (Triq it-Tliet Knejjes) [27]
- Мальтійський рух хоспісів (Vjal il-Buon Pastur) [28]
- Літня резиденція Fra Giuseppe Zammit (за церквою)

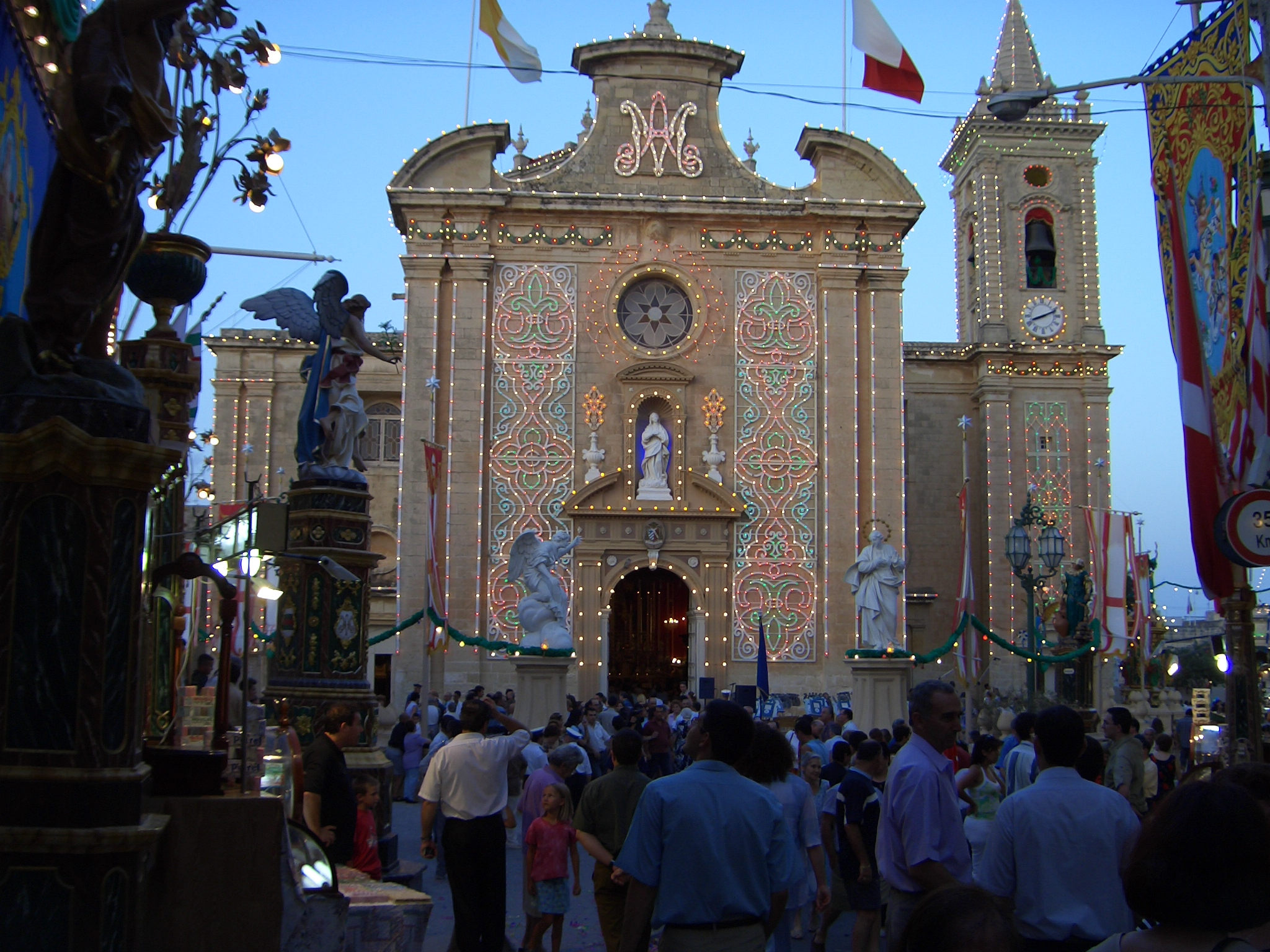
Парафіяльний костел Бальцана під час свята
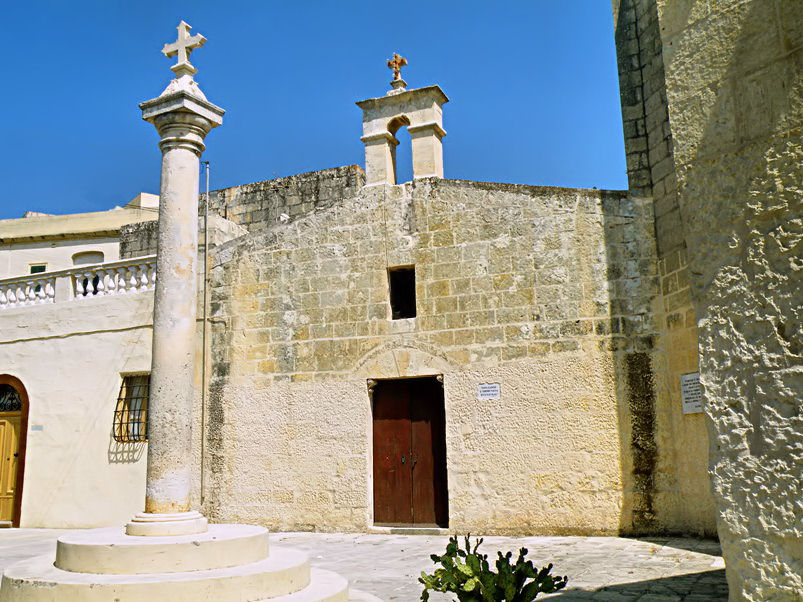
Стара Благовіщенська церква
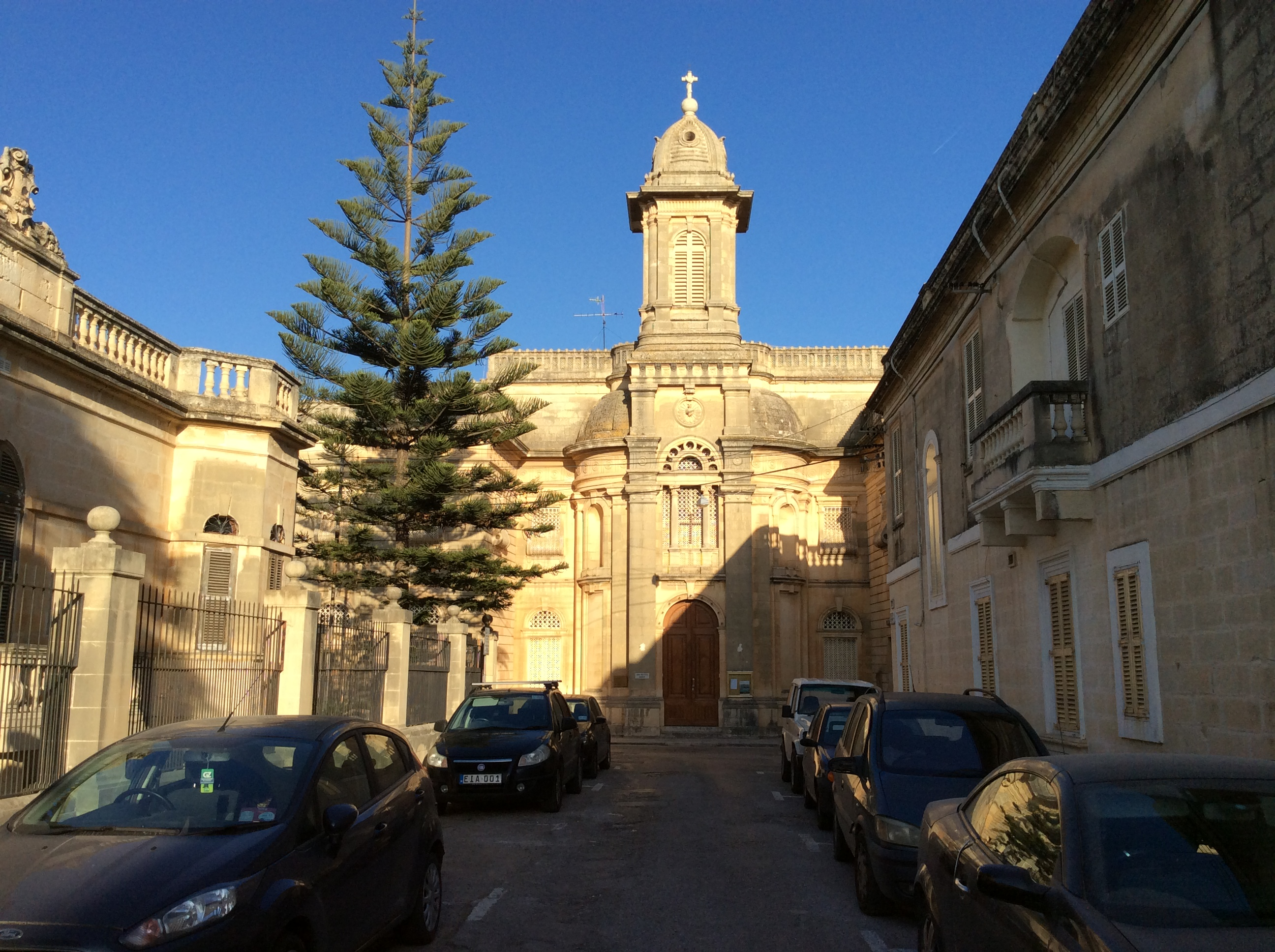
Костел і монастир Доброго Пастиря
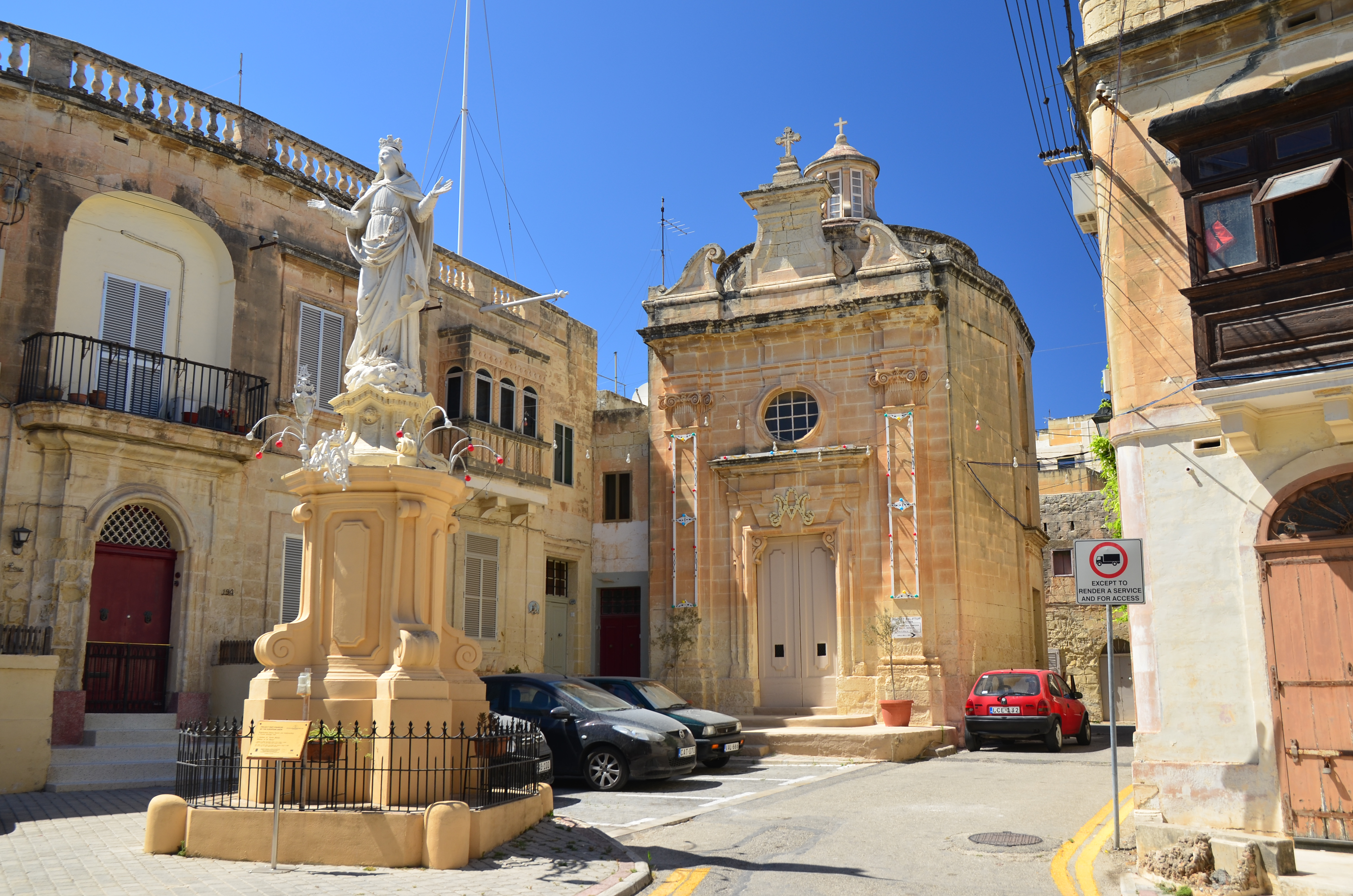
Церква Св. Марії
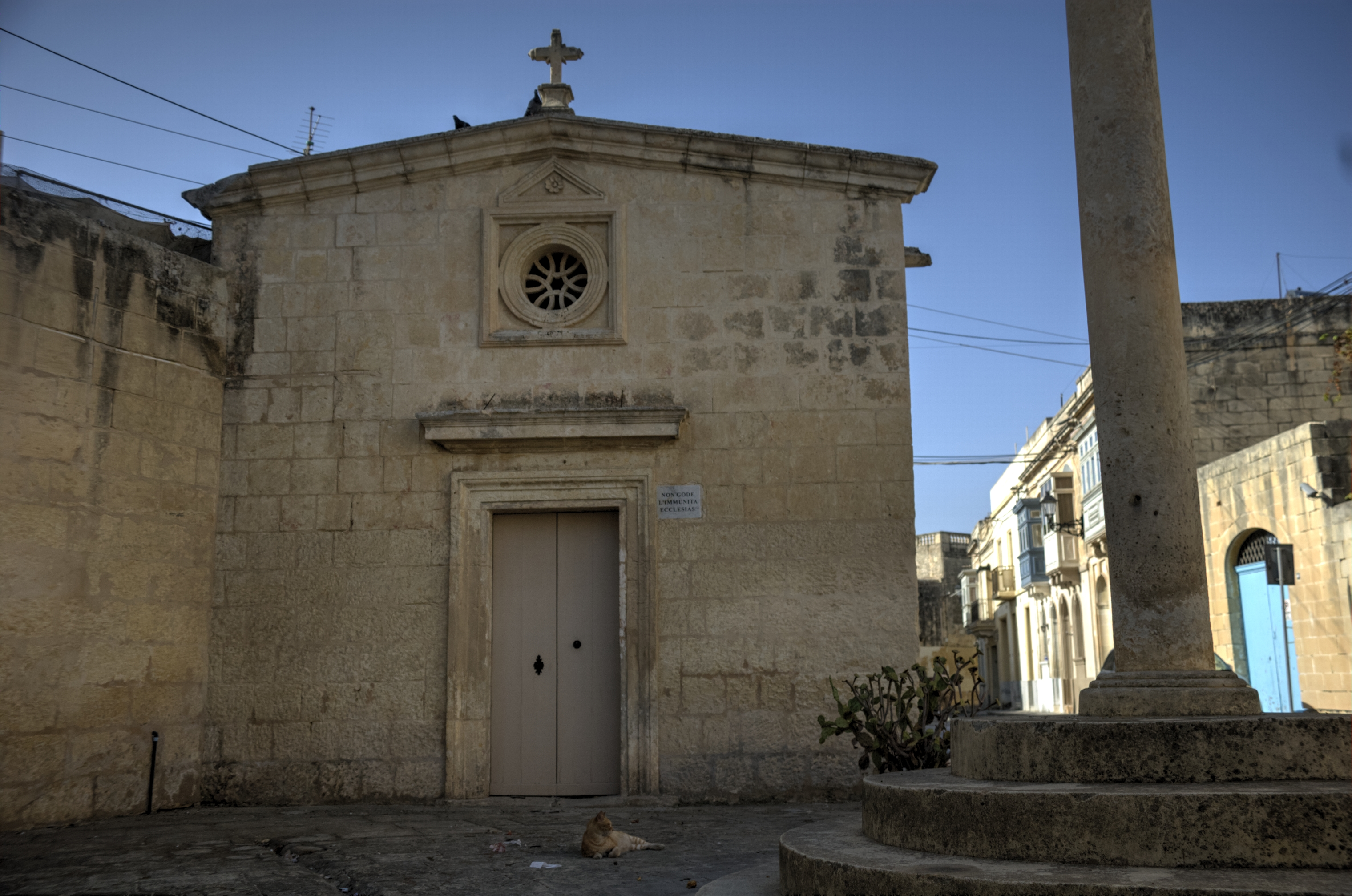
Церква Св. Рока
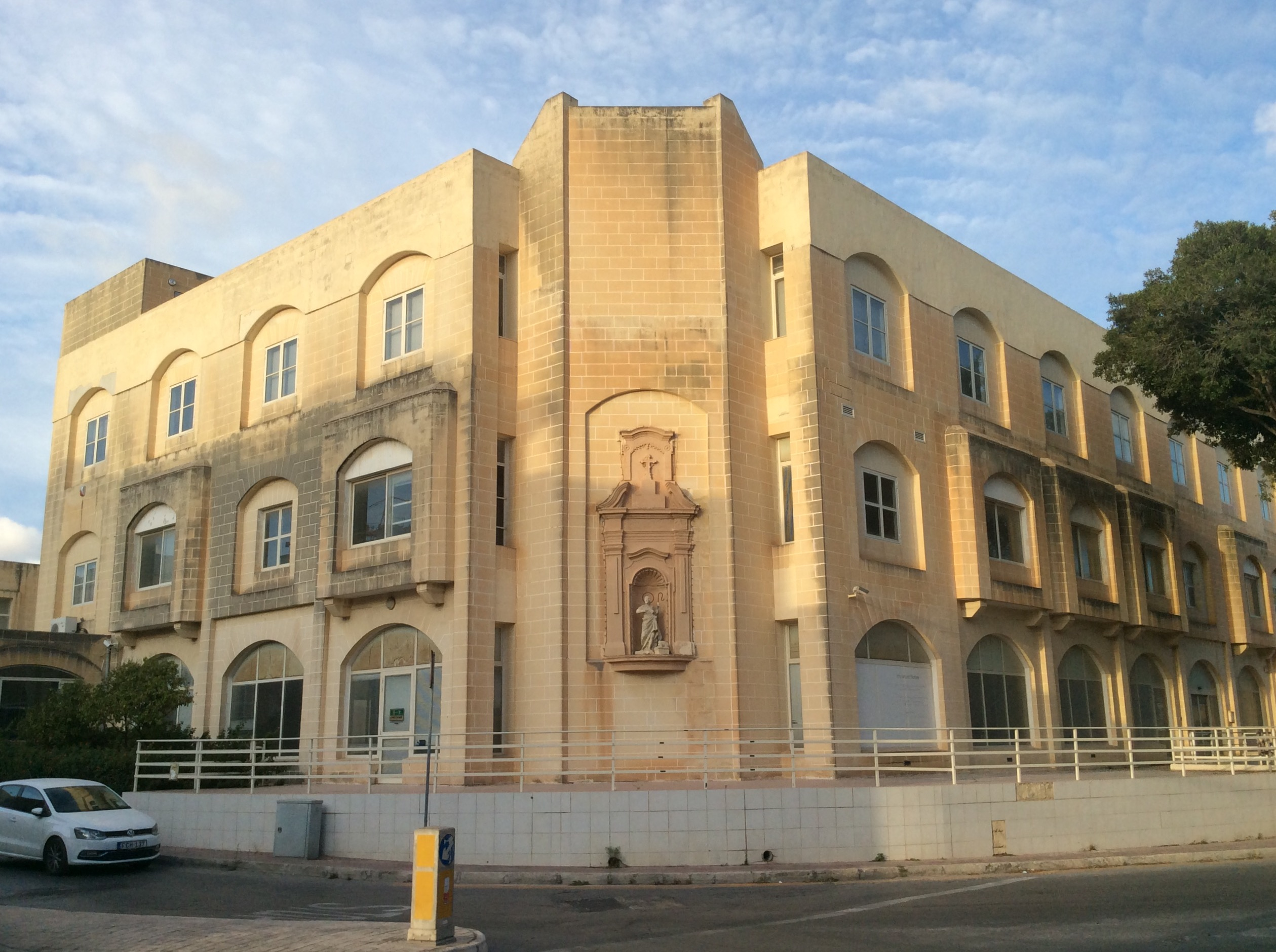
Ніша Святого Рока
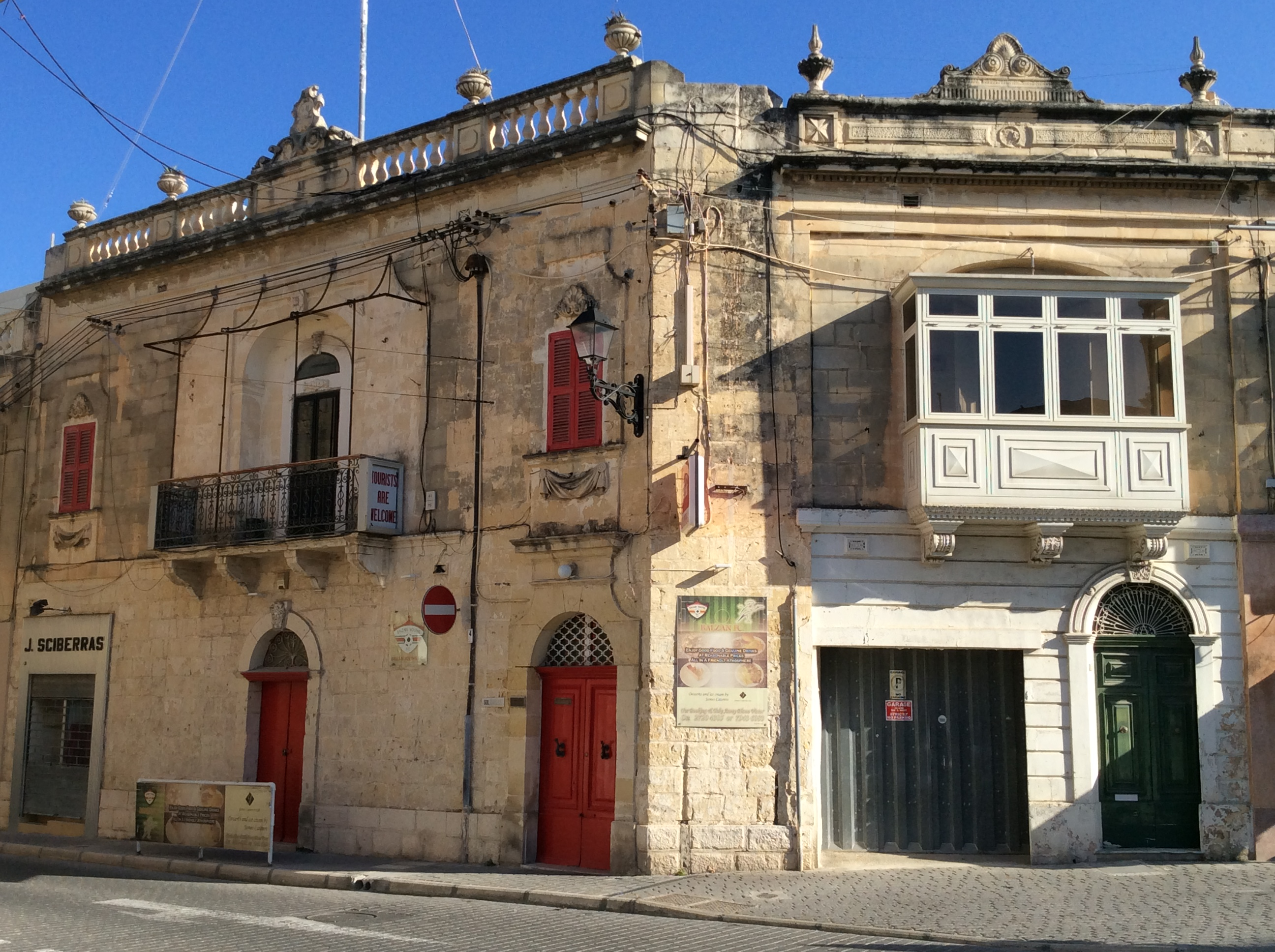
П'яца Берту Фенек
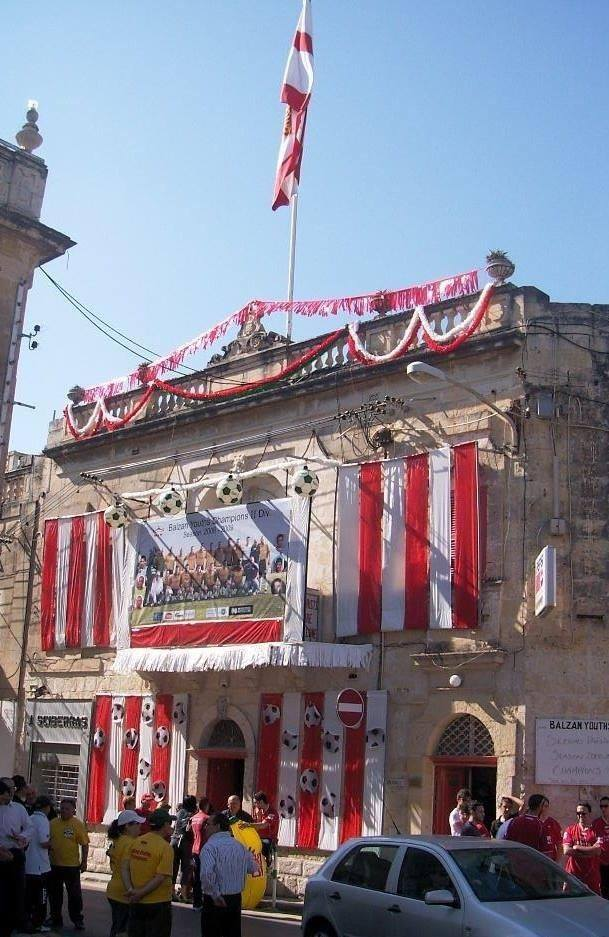
Солервіль
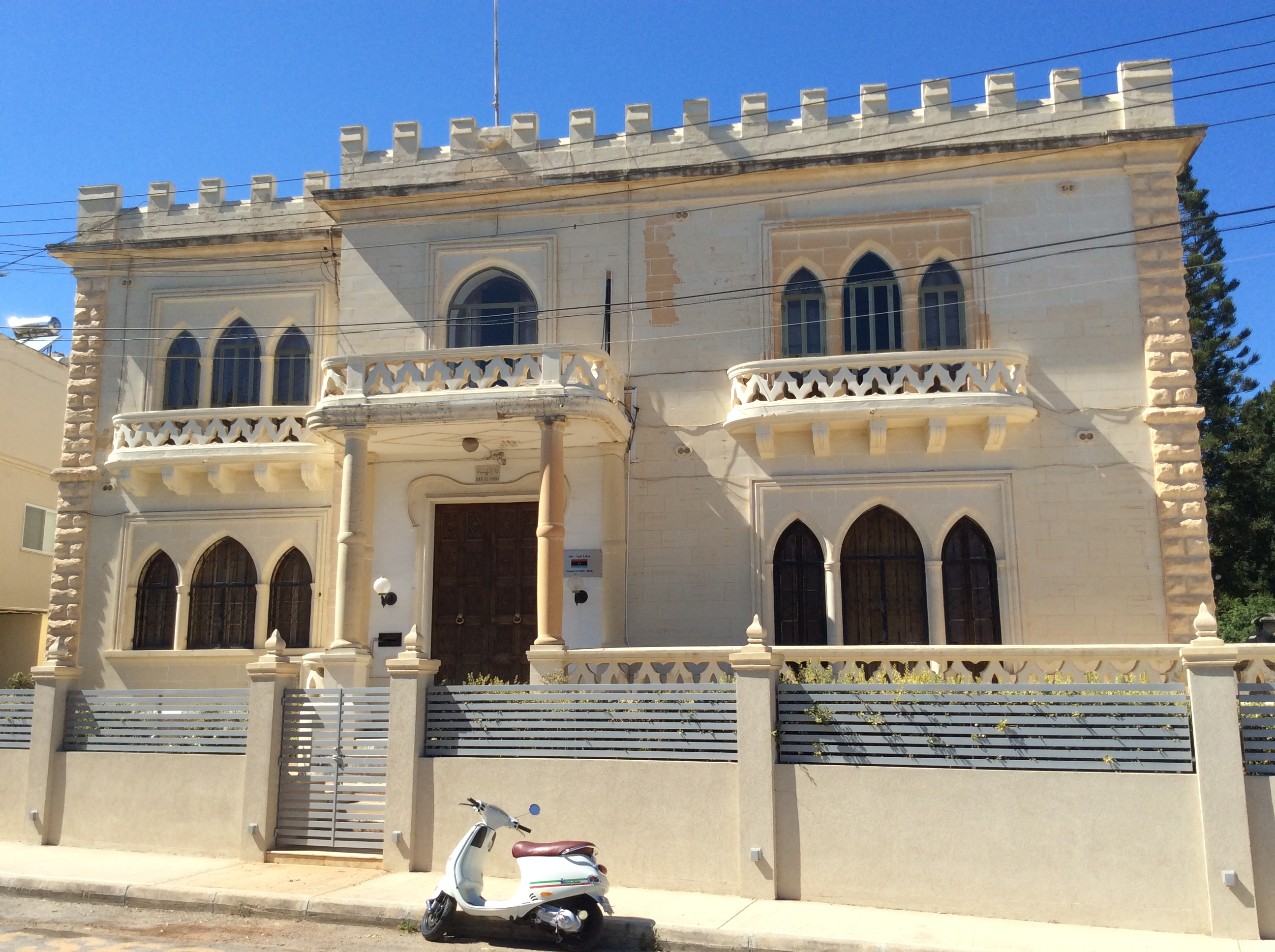
Дар Ель-Хана(посольство Лівії)
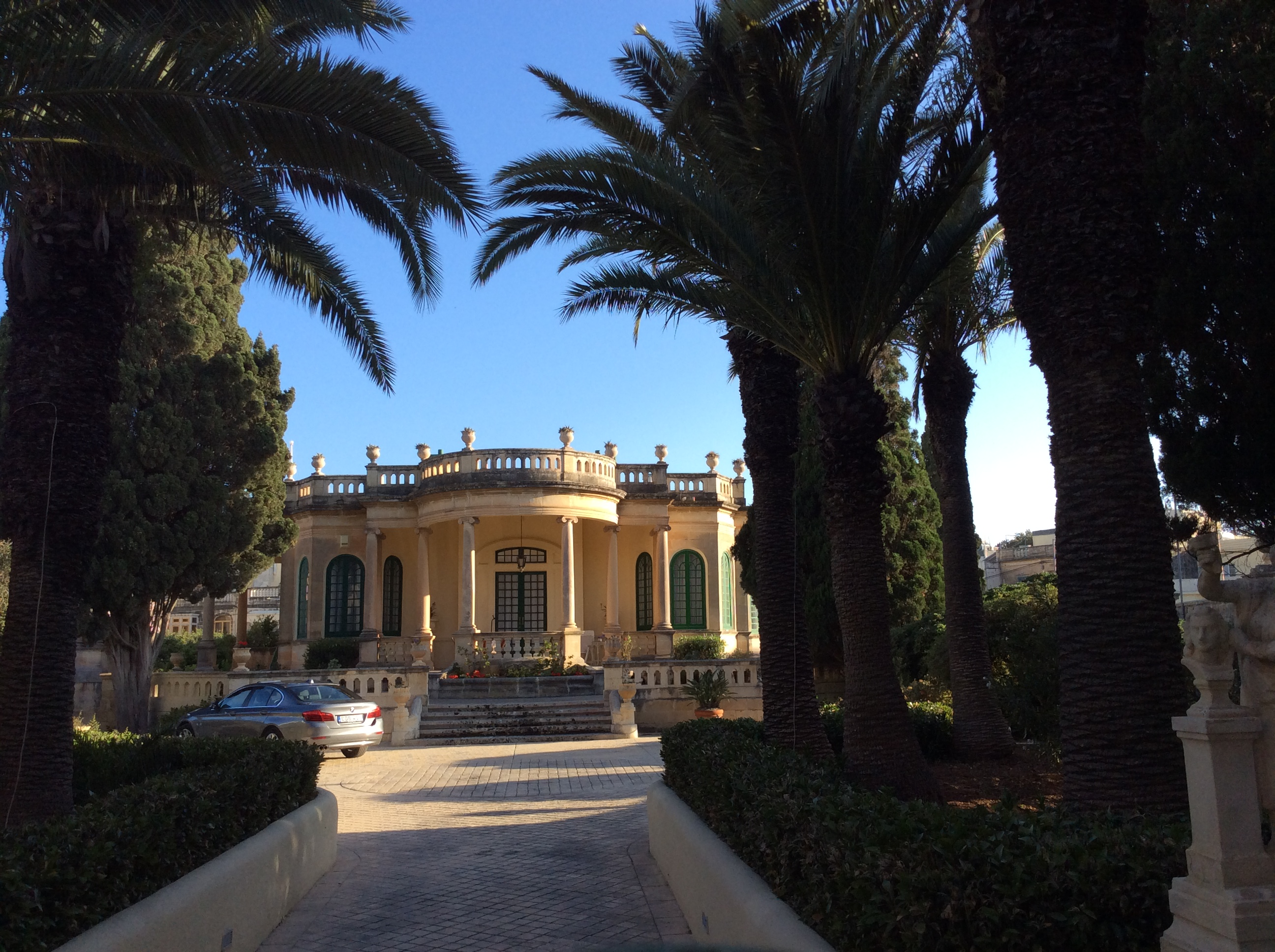
Вілла Македонія (Посольство Іспанії)
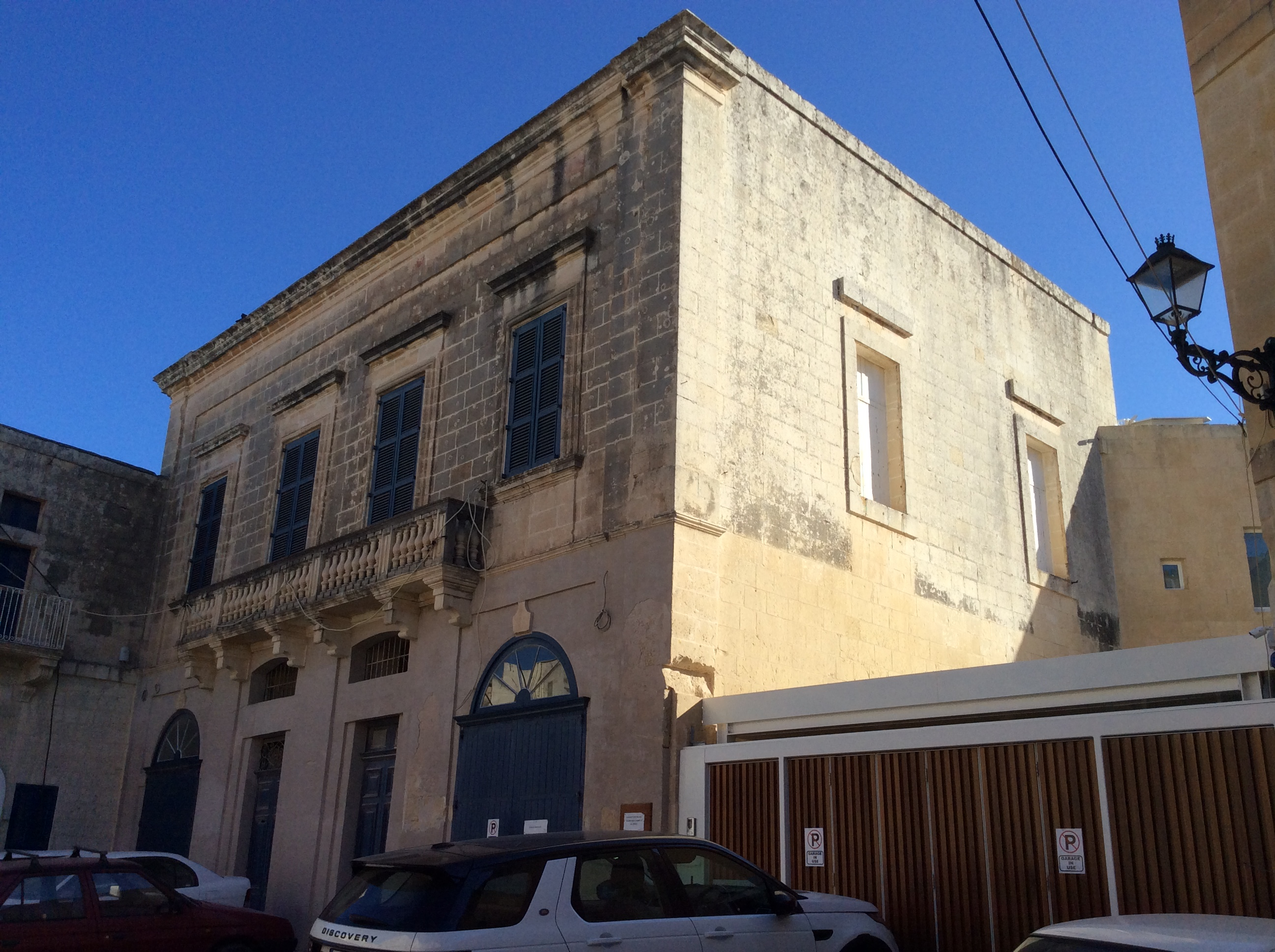
Palazzo Bosio, Triq it-Tlett Knejjes
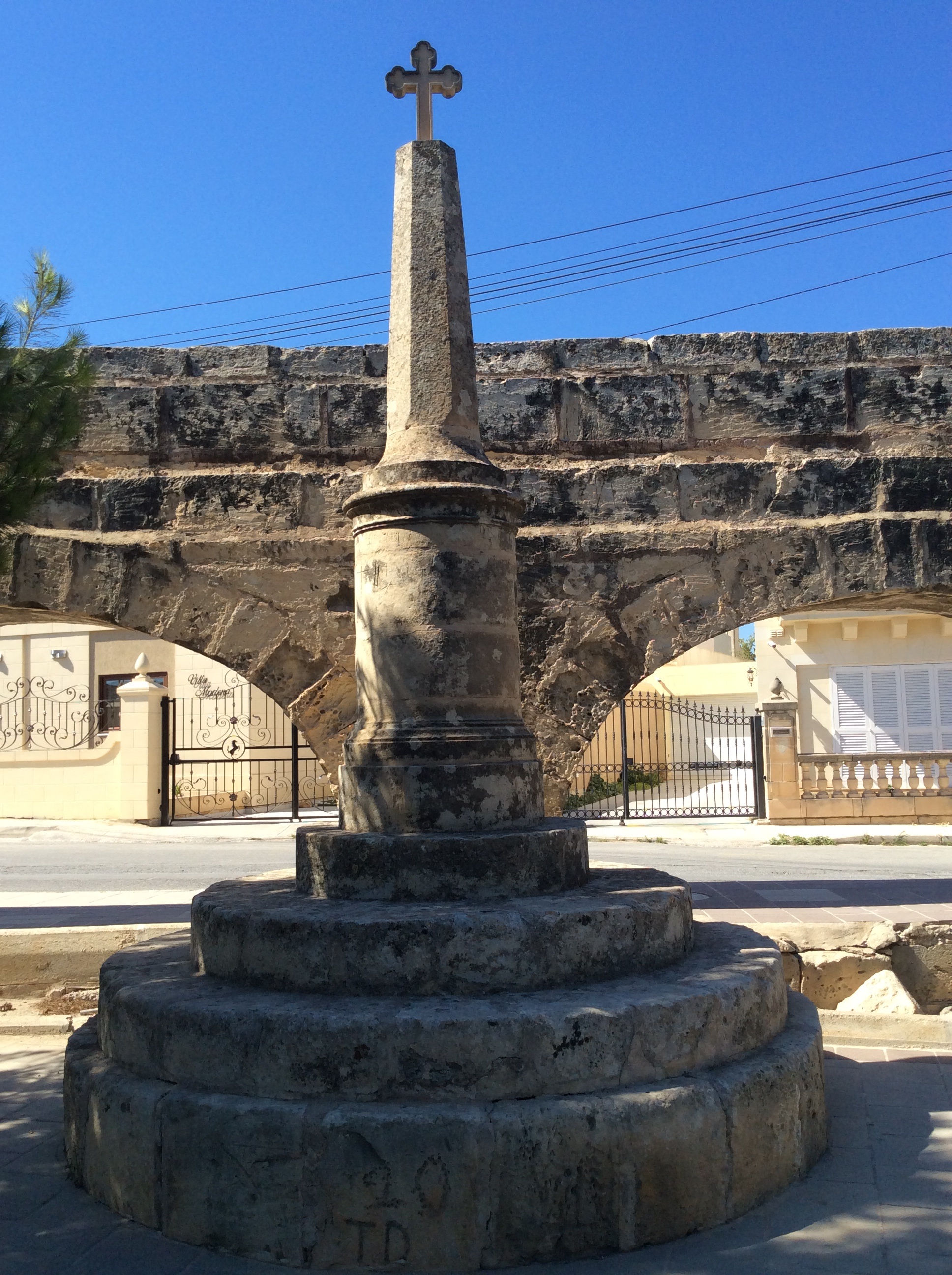
Акведук і хрест